# 毛舌菌
毛舌菌（学名：Trichoglossum hirsutum）是地舌菌纲的一种真菌，俗称黑毛舌（英語：black earth tongues）。

## 描述
毛舌菌是一种生长在土壤中的真菌，其子實體為黑色，呈棒狀，高度约3-8公分。子實體上部膨大，寬5-8毫米，高2公分，呈矛头形至橢球形，觸感如天鵝絨般柔軟，並可產生孢子。菌肉坚硬且呈灰色，菌柄长度约6公分、直径约2至3毫米，呈圆柱形，觸感亦如天鹅绒。毛舌菌地每个子囊有8枚子囊孢子，孢子的大小约80至195微米×5至7微米。呈圆柱形至棍形，中间較寬，兩端漸尖，且一般有15個隔板。侧丝呈圓柱形、棕色，且頂端呈捲曲狀。

## 系统分类学
1797年，真菌学家克里斯蒂安·亨德里克·珀森首次描述毛舌菌，並將其命名为Geoglossum hirsutum。1907年，让·路易·埃米尔·布迪耶將其重新命名為Trichoglossum hirsutum。其種小名hirsutum指毛舌菌的子實體為纤细的毛发所覆盖。

## 分布
毛舌菌分布很广，足迹可以在北美洲、欧洲、馬卡羅尼西亞以及非洲的树林中发现。立陶宛政府把毛舌菌列为濒危物种。

## 相似物種
- Trichoglossum walteri：與毛舌菌外形相似，但孢子長50-115微米，且具有7個隔板（英语：septa）[3]。

## 图片集

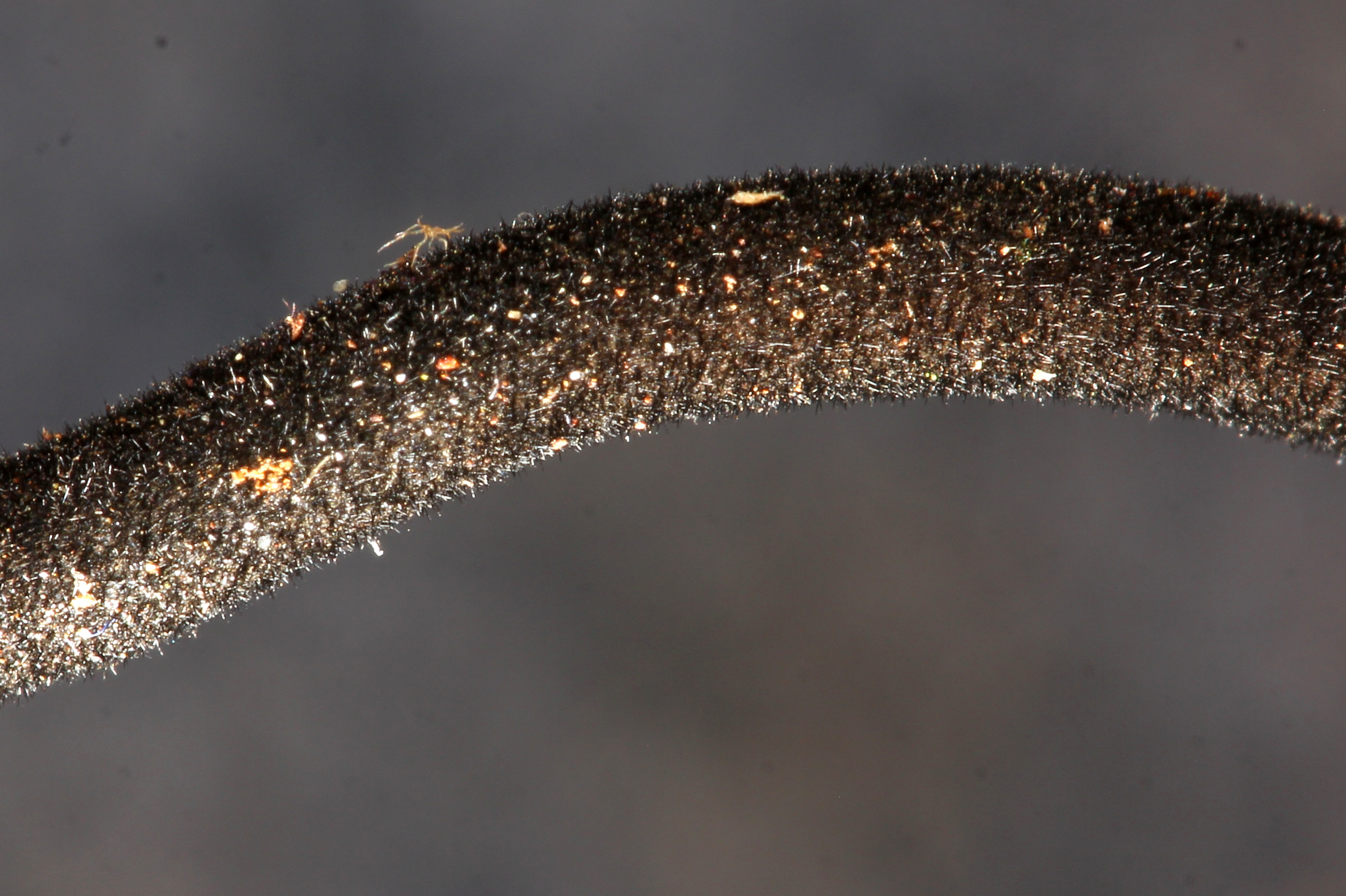
毛舌菌菌体
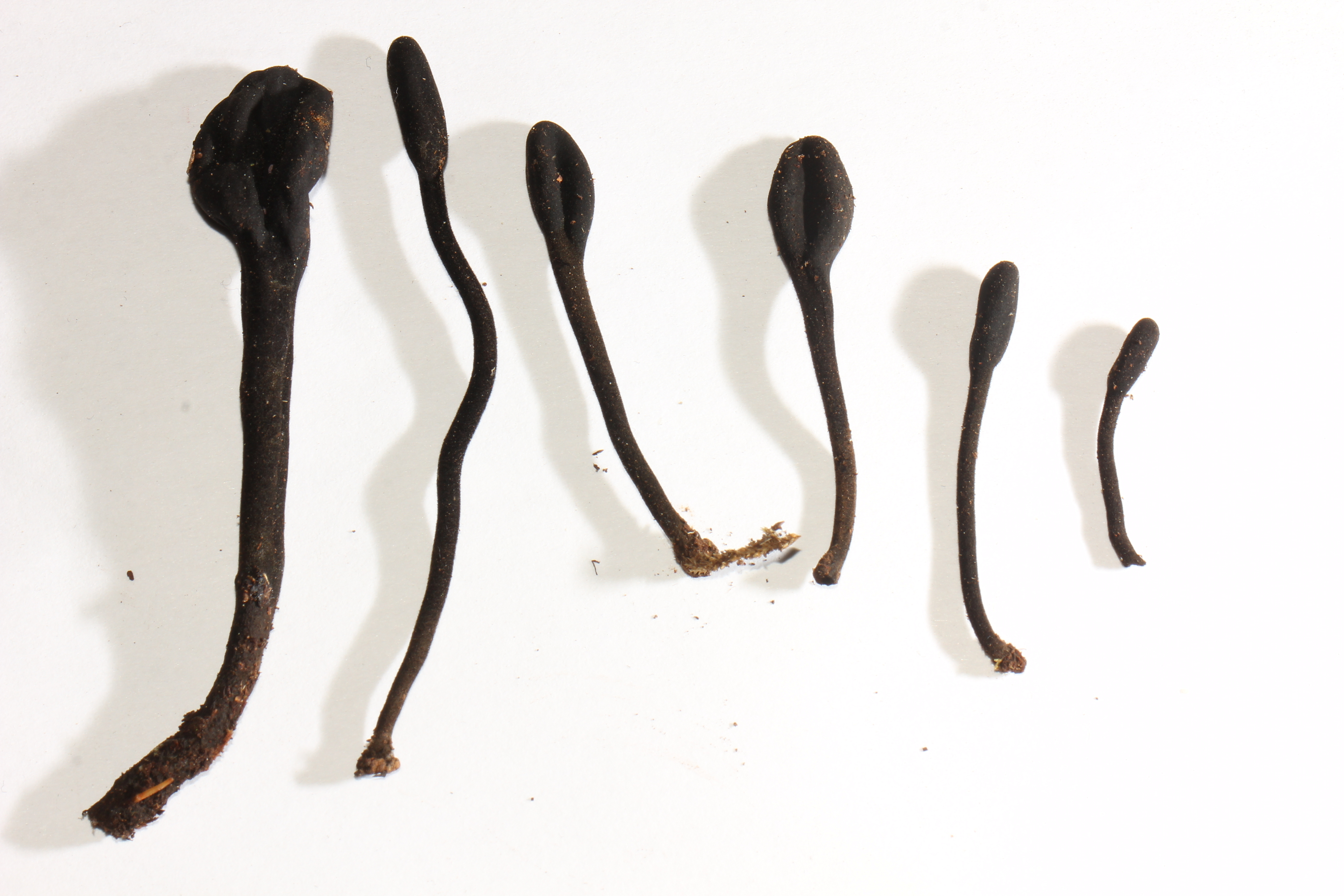
毛舌菌
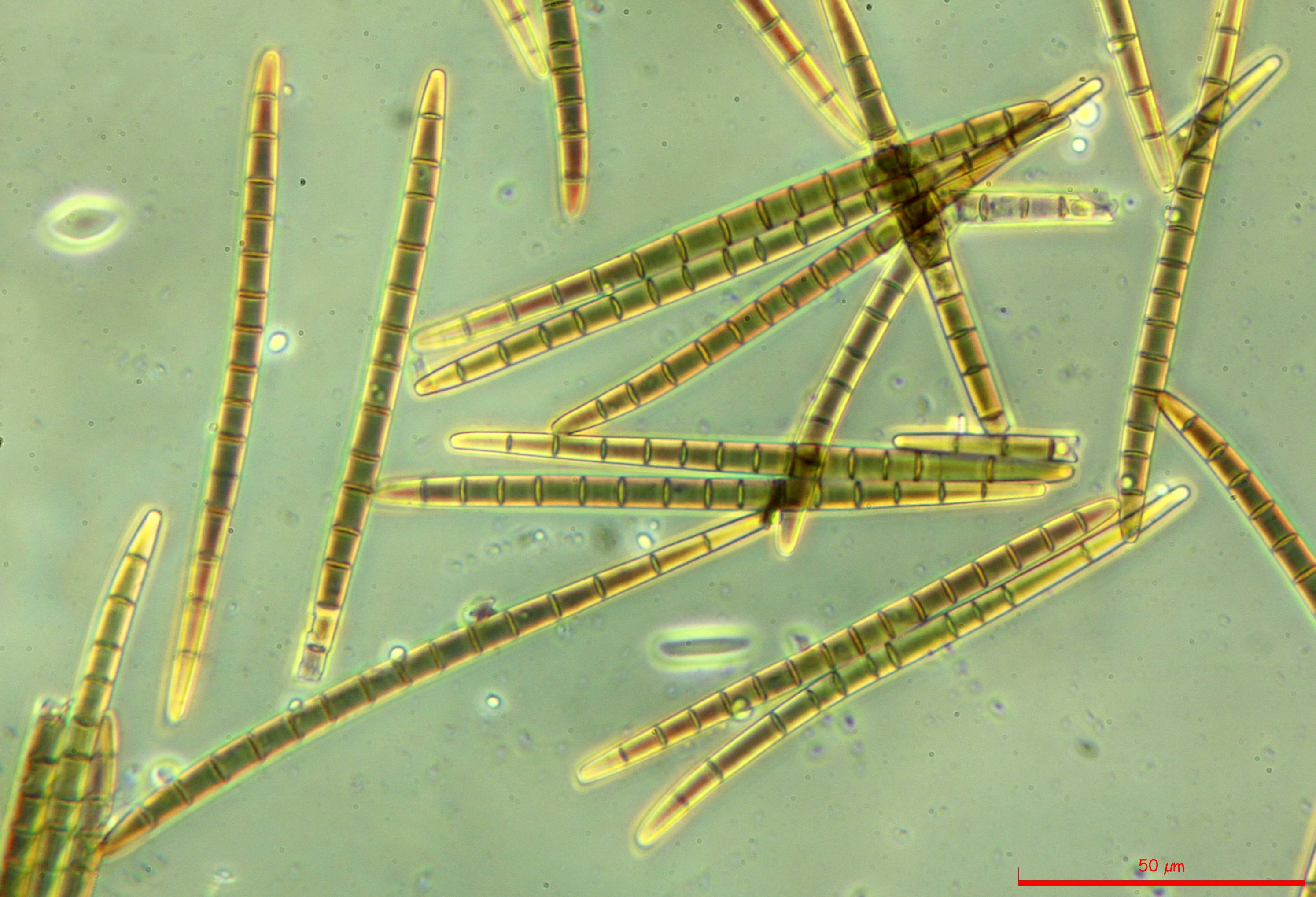
毛舌菌孢子 （1）
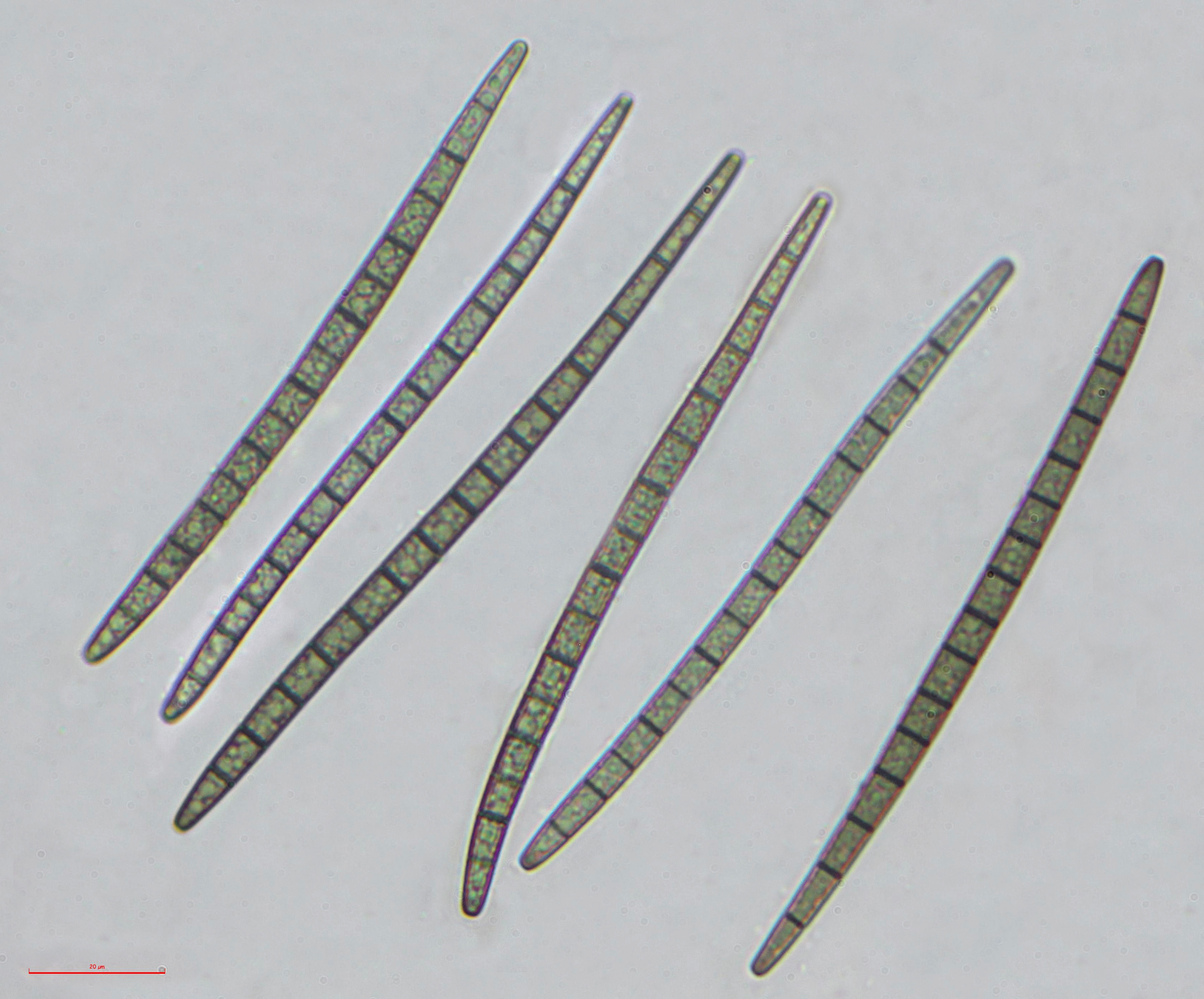
毛舌菌孢子 （2）